# Spéracèdes
Spéracèdes är en kommun i departementet Alpes-Maritimes i regionen Provence-Alpes-Côte d'Azur i sydöstra Frankrike. Kommunen ligger  i kantonen Saint-Vallier-de-Thiey som ligger i arrondissementet Grasse. År 2022 hade Spéracèdes 1 180 invånare.

## Befolkningsutveckling
Antalet invånare i kommunen Spéracèdes
Referens: INSEE